# Erdős-Vermutung über arithmetische Folgen
Die Erdős-Vermutung über arithmetische Folgen ist ein ungelöstes Problem aus der Zahlentheorie. Die Vermutung besagt, dass jede Menge {\displaystyle A} mit
{\displaystyle \sum _{n\in A}{\frac {1}{n}}\ =\ \infty ,}
eine arithmetische Folge beliebiger Länge enthält.

## Geschichte
Zunächst stellten Paul Erdős und Paul Turán im Jahre 1936 die schwächere Vermutung auf, dass jede Menge positiver ganzer Zahlen mit positiver Dichte unendlich viele arithmetische Folgen der Länge 3 enthalten müsse. Das wurde von Klaus Friedrich Roth im Jahre 1952 bewiesen.
1976 bot Erdős 3000 US-Dollar für die Lösung des Problems. Es ist bisher ungelöst (Stand: 2021).

## Folgerungen

### Satz von Szemerédi
Die Reziprokenreihe jeder Menge mit positiver Dichte divergiert, daher folgt aus der Vermutung von Erdős der Satz von Szemerédi.

### Satz von Green-Tao
Der Satz von Green-Tao besagt, dass die Primzahlen beliebig lange arithmetische Folgen enthalten. Das ergibt sich aus der Erdős-Vermutung, weil die Reihe der Primzahl-Reziproken divergiert.
Der Beweis ergibt sich aus einem Widerspruch. Nehme an, dass die Reihe {\displaystyle \sum _{p\in P}{\frac {1}{p}}} konvergiert. Dann gibt es eine natürliche Zahl {\displaystyle k} mit {\displaystyle \sum _{i\geq k+1}{\frac {1}{p_{i}}}<{\frac {1}{2}}}.
Nenne die Primzahlen {\displaystyle p_{1},p_{2},....,p_{k}} kleine Primzahlen und die anderen {\displaystyle p_{k+1},p_{k+2},....} große Primzahlen. Für eine natürliche Zahl {\displaystyle N} gilt
{\displaystyle \sum _{i\geq k+1}{\frac {N}{p_{i}}}<{\frac {N}{2}}}.
Sei {\displaystyle N_{b}} die Anzahl der positiven ganzen Zahlen {\displaystyle n\leq N}, die durch mindestens eine große Primzahl teilbar sind, und {\displaystyle N_{s}} die Anzahl jener, die nur kleine Primteiler besitzen. Wir werden zeigen, dass für ein geeignetes {\displaystyle N} {\displaystyle N_{b}+N_{s}<N} gilt, was den gewünschten Widerspruch erzeugt. Um {\displaystyle N_{b}} abzuschätzen, bemerke man, dass {\displaystyle \lfloor {\frac {N}{p_{i}}}\rfloor } die positiven ganzen Zahlen {\displaystyle n\leq N} zählt, die Vielfaches von {\displaystyle p_{i}} sind. Wir erhalten daraus
{\displaystyle N_{b}\leq \sum _{i\geq k+1}{\frac {N}{p_{i}}}<{\frac {N}{2}}}.   (2)
Nun betrachten wir {\displaystyle N_{s}}. Wir schreiben jede Zahl {\displaystyle n\leq N}, die nur kleine Primteiler hat, in der Form {\displaystyle n=a_{n}b_{n}^{2}}, wobei {\displaystyle a_{n}} den quadratfreien Teil bezeichnet. Jedes {\displaystyle a_{n}} ist dann ein Produkt von verschiedenen kleinen Primzahlen, und wir schließen, dass es genau {\displaystyle 2^{k}} verschiedene quadratfreie Teile gibt. Weiter sehen wir wegen {\displaystyle b_{n}\leq {\sqrt {n}}\leq N}, dass es höchstens {\displaystyle {\sqrt {N}}} verschiedene Quadratteile gibt, und es folgt {\displaystyle N_{s}\leq 2^{k}{\sqrt {N}}}.
Da (2) für jedes {\displaystyle N} gilt, müssen wir nur eine Zahl {\displaystyle N} finden, die {\displaystyle 2^{k}{\sqrt {N}}\leq {\frac {N}{2}}} bzw., {\displaystyle 2^{k+1}\leq {\sqrt {N}}} erfüllt. Solch eine Zahl ist zum Beispiel {\displaystyle N=2^{2k+2}}.